# Blackbear
Matthew Tyler Musto (* 27. listopadu 1990), profesionálně známý jako Blackbear (psáno blackbear), je americký hudebník, zpěvák, skladatel a hudební producent. Je členem alternativního hiphopového dua Mansionz. Druhým členem je zpěvák a skladatel Mike Posner.
Vydal šest studiových alb, šest EP, jeden mixtape a dvě společná alba. Během své kariéry spolupracoval s umělci jako jsou Wiz Khalifa, Mike Shinoda, Ellie Goulding, Marshmello, Justin Bieber, Machine Gun Kelly, Billie Eilish, Linkin Park, Pharrell Williams nebo Maroon 5.
V říjnu roku 2019 vystoupil v Praze v tanečním klubu Roxy. Představil zde svojí desku Anonymous.

## Mládí
Narodil se 27. listopadu 1990 v Daytona Beach na Floridě. V dětství se přestěhoval do Palm Coast. Má italské a americké předky. Ve čtvrté třídě se začal zajímat o hudbu. Jako své hudební vzory uvádí hudební skupiny Rancid, Blink-182, New Found Glory a Alkaline Trio.

## Osobní život
V dubnu 2016 mu byla diagnostikována chronická pankreatitida, což je zánětlivé onemocnění slinivky břišní. Během pobytu v nemocnici napsal album Digital Druglord a využil tento čas k odvykání. V srpnu 2018 se spojil s neziskovou organizaci, která se zabývá hledáním léku na chronickou pankreatitidu.
V listopadu 2018 spolupracoval se značkou PopSockets a 50 % výtěžku ze svých produktů věnoval organizaci Mission: Cure.
V roce 2017 byl ve vztahu s herečkou Bellou Thorneovou. Na podzim roku 2019 oznámil, že se svou přítelkyní Michele Maturovou čekají své první dítě. V lednu 2020 pár oznámil narození syna. V dubnu 2021 se pár zasnoubil. V únoru 2022 se vzali a v březnu téhož roku se jim narodil druhý syn.

## Diskografie
Studiová alba
- Deadroses (2015)
- Help (2015)
- Digital Druglord (2017)
- Anonymous (2019)
- Everything Means Nothing (2020)
- In Loving Memory (2022)[16]